# Ergo (zespół muzyczny)
Ergo – polski zespół łączący różne odmiany muzyki rockowej z refleksyjnymi tekstami. Nagrał trzy winylowe single oraz dwa albumy pt. Dawka dzienna i Anabaza wydane na tradycyjnym krążku CD przez wytwórnię HRPP Records. Grupa powstała w czerwcu 2009 r. w Toruniu z inicjatywy Anny Molendy (teksty) i Łukasza Fijałkowskiego (gitara). Formację uzupełniają wokalista Piotr Grzyb, basista Grzegorz Bojanowski oraz perkusista Waldemar Maruszak.

## Historia

### Początki
Pierwszy koncert Ergo odbył się 9 września 2009 r. w toruńskim pubie Pamela. Już w październiku rozpoczęła się realizacja nagrań, które wkrótce miały trafić na płytę. Zarejestrowanych zostało sześć utworów: "Człowiek Bo" (pierwsza piosenka zespołu), "Akwarium to kontynent", "Tango profanum", "Enfant terrible", "Żenada" oraz "Absolutna amnezja".
18 grudnia 2009 r. formacja zagrała koncert transmitowany na antenie Polskiego Radia Pomorza i Kujaw w Bydgoszczy. Był to wyjątkowy występ, bo grupa zaprezentowała się jedynie w trio: Piotr Grzyb, Łukasz Fijałkowski i Grzegorz Bojanowski. Powodem koncertu w okrojonym składzie było odejście z zespołu Waldemara Maruszaka.

### Pierwszy singiel
Rok 2010 r. rozpoczął się od intensywnych poszukiwań perkusisty. Miejsce Waldemara Maruszaka zajął Marcin Treichel. W tym okresie muzycy nawiązali bliższą współpracę z wytwórnią HRPP Records. Zaowocowało to pojawieniem się pierwszego oficjalnego wydawnictwa grupy. Nietypowego, bo debiut fonograficzny Ergo uwieczniony został na czarnej płycie. Był to winylowy singiel zapowiadający debiutancką płytę. Trafiły na niego cztery piosenki: "Tango profanum", "Bo", "Enfant terrible" i "Żenada". Jego premiera, połączona ze specjalnym koncertem, zaplanowana została na 29 czerwca 2010 r. Zaproszenie do wspólnego występu przyjął gitarzysta Krzysztof "pARTyzanT" Toczko - muzyk związany niegdyś z zespołem Dżem, a później Zdrowa Woda, ale przede wszystkim wybitny instrumentalista posługujący się unikalną techniką gry, zwaną tappingiem oburęcznym. Wykonał on z Ergo kompozycję zespołu pt. "Akwarium to kontynent". Tego dnia gościnnie wystąpił także Jacek Gil, muzyk grający na didgeridoo. Dźwięki jego instrumentu pojawiły się w utworach "Absolutna amnezja" oraz instrumentalnym "Pierwotny szept pielgrzyma". Ta ostatnia kompozycja została przygotowana specjalnie na urodzinowy występ i wykonana tylko raz. 
W 2010 r. ukazał się także ilustrowany fotografiami zespołów specjalny kalendarz, wydany przez HRPP Records. Wśród zdjęć takich zespołów jak Kobranocka, Moskwa czy Rejestracja pojawiły się również fotografie Ergo. 
Druga połowa 2010 r. minęła na rejestrowaniu kolejnych utworów w studiu nagrań. W tym okresie powstały piosenki: "Homodegradacja", "Dawka dzienna", "Publika" oraz "Друг и моя жизнь" - jedyna kompozycja zaśpiewana w języku rosyjskim. Grupa pracowała też nad teledyskiem do piosenki "Tango profanum". 

### Debiutancki album
Zespół przywitał kolejny rok koncertem w Toruniu podczas Wielkiej Orkiestry Świątecznej Pomocy. Był to zarazem ostatni występ w ówczesnym składzie, bowiem do formacji wrócił Waldemar Maruszak. 27 lutego 2011 r. w toruńskim klubie TPArt odbyła się premiera teledysku do utworu "Tango profanum". Od tego czasu formacja intensywnie koncertowała.
7 lipca 2011 r. muzycy zagrali przed legendarnym Johnem "Brodway" Tuckerem i zespołem Leszka Cichońskiego. Tego wieczoru odbyła się również premiera drugiego winylowego singla. Wydawnictwo było ściśle limitowane. Ukazało się w liczbie zaledwie 400 egzemplarzy. Płyta została wydana przez HRPP Records z okazji drugich urodzin Ergo. Na czarnej płycie znalazły się trzy utwory w wersji "live" zarejestrowane podczas koncertu w pubie Pamela w 2010 r. oraz studyjna wersja piosenki "Dawka dzienna". Zespół został również nominowany w plebiscycie "Toruńskie Gwiazdy", lokalnej rozgłośni Radia Gra, w kategorii "Nadzieja Roku". Nagrody jednak nie zdobył. Rok później w tym samym plebiscycie, lecz w kategorii "Płyta roku", uplasował się na II miejscu. 
22 lipca 2011 r. zespół wystąpił podczas specjalnego koncertu poświęconego pamięci Grzegorza Ciechowskiego. Muzycy wykonali swoją interpretację utworu "Śmierć na pięć", która spotkała się bardzo przychylnymi opiniami. Pozytywny odzew bezpośrednio wpłynął na decyzję muzyków, aby na debiutanckim albumie zamieścić jako bonus ten właśnie utwór. Dlatego we wrześniu 2011 r. grupa ponownie odwiedziła studio nagrań. W sesji uczestniczył Jacek Gil, który gościnnie zagrał na fujarze sałackiej. 
29 listopada 2011 r. odbyła się premiera pierwszej płyty Ergo. Cały materiał został nagrany w toruńskim studiu Eden. Miks, mastering i produkcja muzyczna: Marcin Lampkowski. Premiera odbyła się podczas koncertu zespołu w studiu bydgoskiej rozgłośni Polskiego Radia Pomorza i Kujaw.
Pod koniec 2011 r. ruszyła praca nad drugim teledyskiem. Tym razem do piosenki "Dawka dzienna". Ogólnopolska premiera klipu, którego autorami byli Maciej Mazurek i Maciej Brewka, odbyła się w popularnym programie informacyjnym TVP Teleexpress. 
W 2012 r. muzycy Ergo wystąpili również w filmie dokumentalnym wyreżyserowanym przez Ryszarda Kruka pt. "Homo Musicus". Grupa pojawiła się na ekranie m.in. w towarzystwie takich artystów jak Bogdan Hołownia, prof. Roman Grucza czy zespół SOFA. 

### Czarna płyta po raz trzeci
Trzeci winylowy singiel Ergo pt. "Odgłosy" ukazał się 9 stycznia 2013 r. Na płytę trafiły dwa utwory z płyty Dawka dzienna, ale w wersji koncertowej. Co jednak najistotniejsze, piosenki zostały nagrane z gościnnym udziałem znanego gitarzysty i kompozytora Leszka Windera (Krzak). To prawdziwy rarytas dla miłośników gitarowego kunsztu tego niezwykłego muzyka. O kulisach pracy nad tym wydawnictwem, muzycy Ergo mieli okazję opowiedzieć m.in. w telewizyjnym programie "Muzyczne fanaberie", wyemitowanym w TV Amazing. 
W 2013 r. członkowie Ergo odwiedzili kolejny raz studio nagrań. Powodem była zbliżająca się 30. rocznica powstania grupy Moskwa. Z tej okazji, zarówno znane jak i mniej rozpoznawalne zespoły, nagrywały stare piosenki tej punkrockowej formacji. I tak powstała nowa wersja utworu "Pokolenie małp", w której gościnnie zaśpiewał Mateusz Czyżniewski, wokalista toruńskiej kapeli Absurd. Premiera płyty została zaplanowana na 2014 r. 
W 2014 roku zespół obchodzi pięciolecie działalności. "Urodzinowa" trasa koncertowa będzie obfitowała w liczne muzyczne niespodzianki. Grupa planuje również zarejestrować premierowe utwory z myślą o wydaniu nowej płyty. Drugi album będzie nosił tytuł Anabaza.

## Dyskografia

### Albumy
- Dawka Dzienna (29 listopada 2011 r., HRPP Records, CD, HRPP016/2011)
- Anabaza (18 stycznia 2016 r. HRPP Records, CD, HRPP034/2016)

### Single
- Tango profanum / Bo / Enfant terrible / Żenada (29 czerwca 2010 r., HRPP Records, winyl)
- Dawka dzienna / Pierwotny szept pielgrzyma (live) / Akwarium to kontynent (live) / Publika (live) (7 lipca 2011 r., HRPP Records, winyl)
- Odgłosy (7 stycznia 2013 r., HRPP Records, winyl)